# 長臂天牛
長臂天牛（学名：Acrocinus longimanus）為天牛科粗天牛亞科的動物。分布於拉丁美洲地區（北起墨西哥，南至阿根廷北部）的熱帶雨林。雄蟲前肢特長，屬於大型天牛，體長可達約 7.6 公分。
與少數種類的擬蠍具有偏利共生的關係（已知有三種，分別是 Cordylochernes scorpioides, Lustrochernes intermedius 與 Parachelifer lativittatus），擬蠍會短時間的附著在長臂天牛身上，藉由長臂天牛移動而達到移動至他處的目的。
在英文中被稱為「Harlequin beetle」，亦即「滑稽的甲蟲」，形容甲殼上的花紋，像小丑身上的衣服；種名「longimanus」在拉丁文是指「長的手」；形容雄蟲細長的前肢。

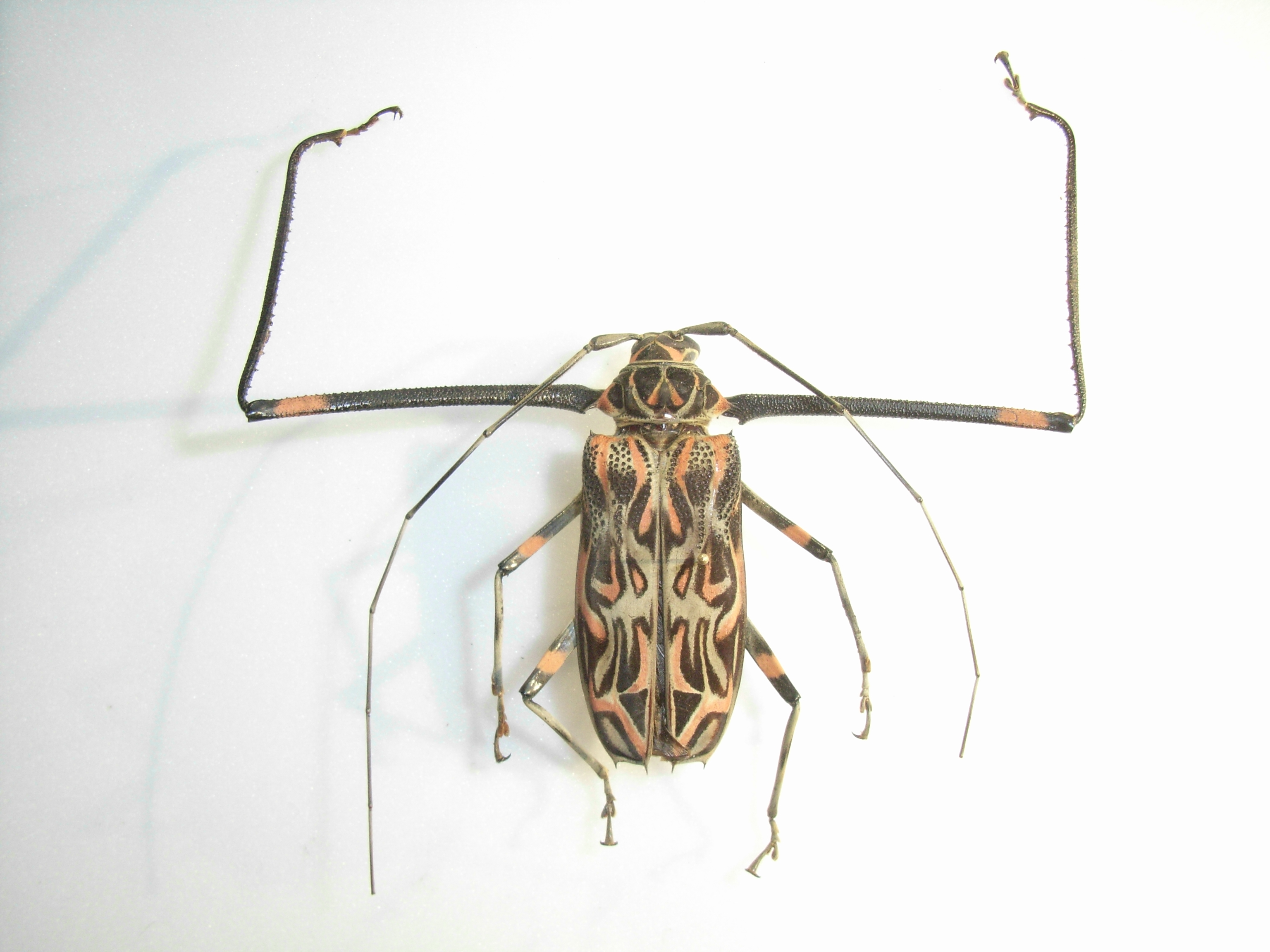
♂ 標本
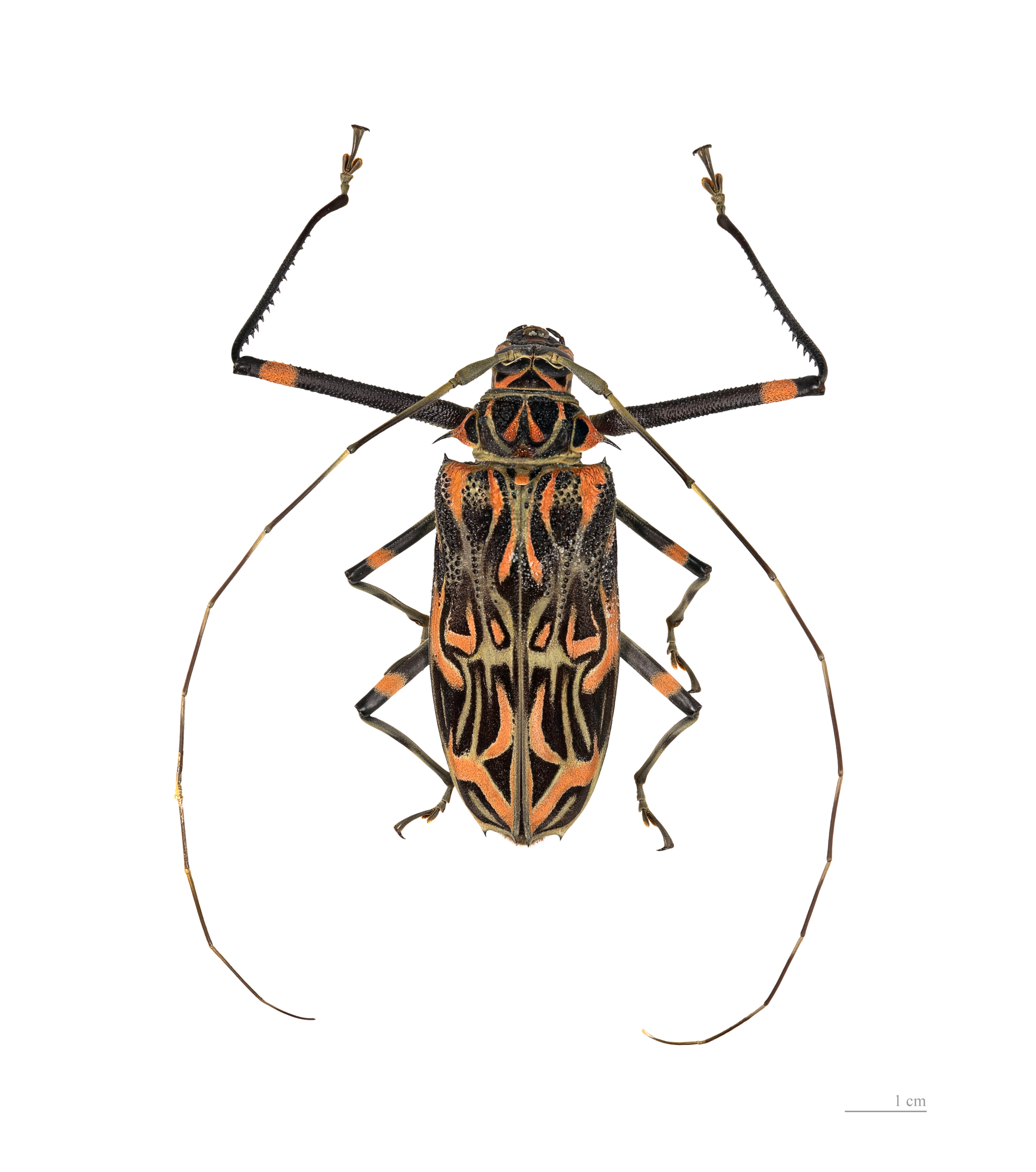
♀ 標本
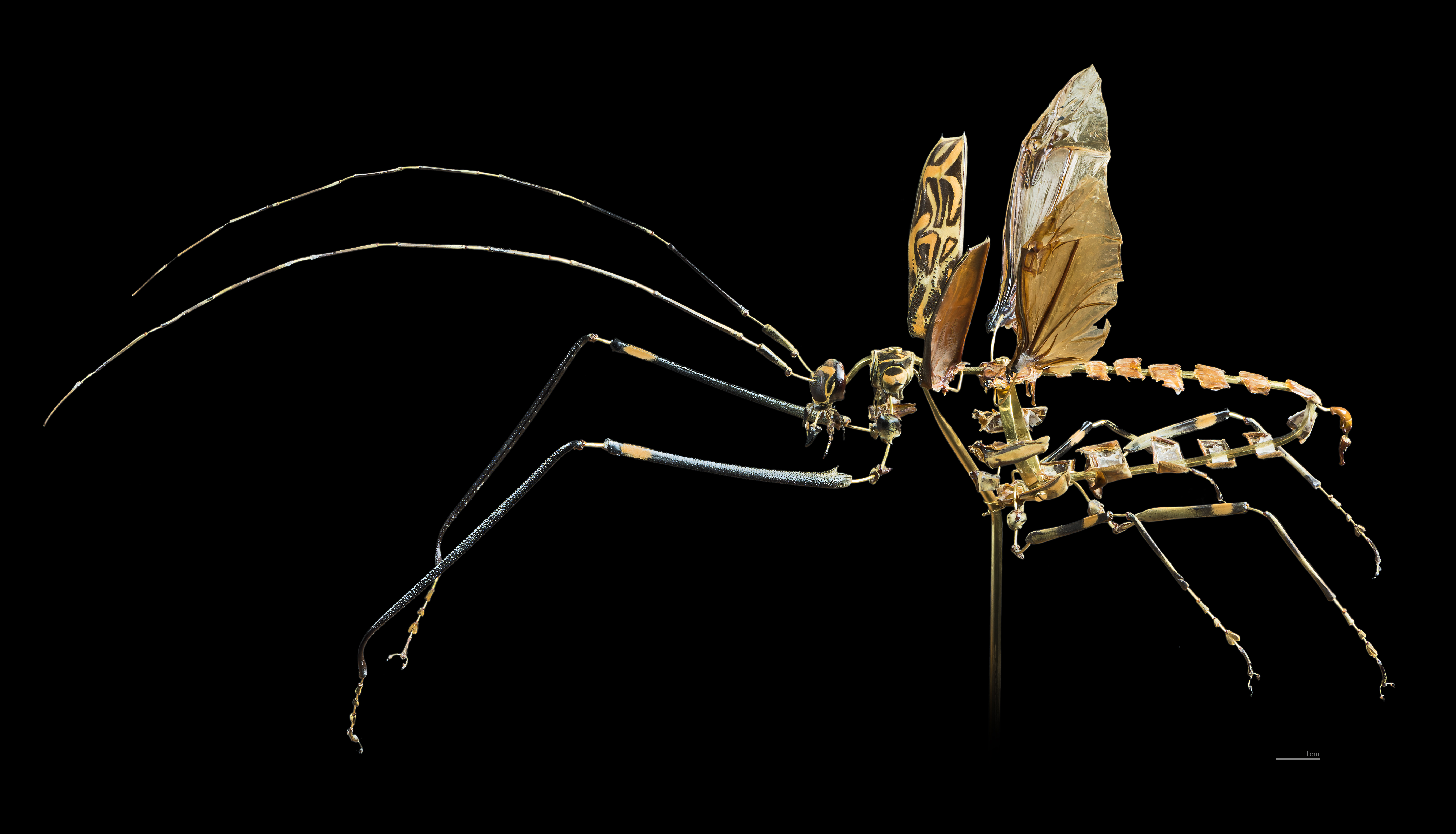
♂ 模型